# Museo della gola di Olduvai
Il museo della gola di Olduvai è un museo situato all'interno dell'area protetta di Ngorongoro in Tanzania settentrionale, sulla riva della gola di Olduvai. Il museo fu fondato da Mary Leakey, ed appartiene oggi al dipartimento di antichità culturali del governo tanzaniano. Si tratta di un museo dedicato alla gola di Olduvai ed ai siti di fossili di Laetoli. 

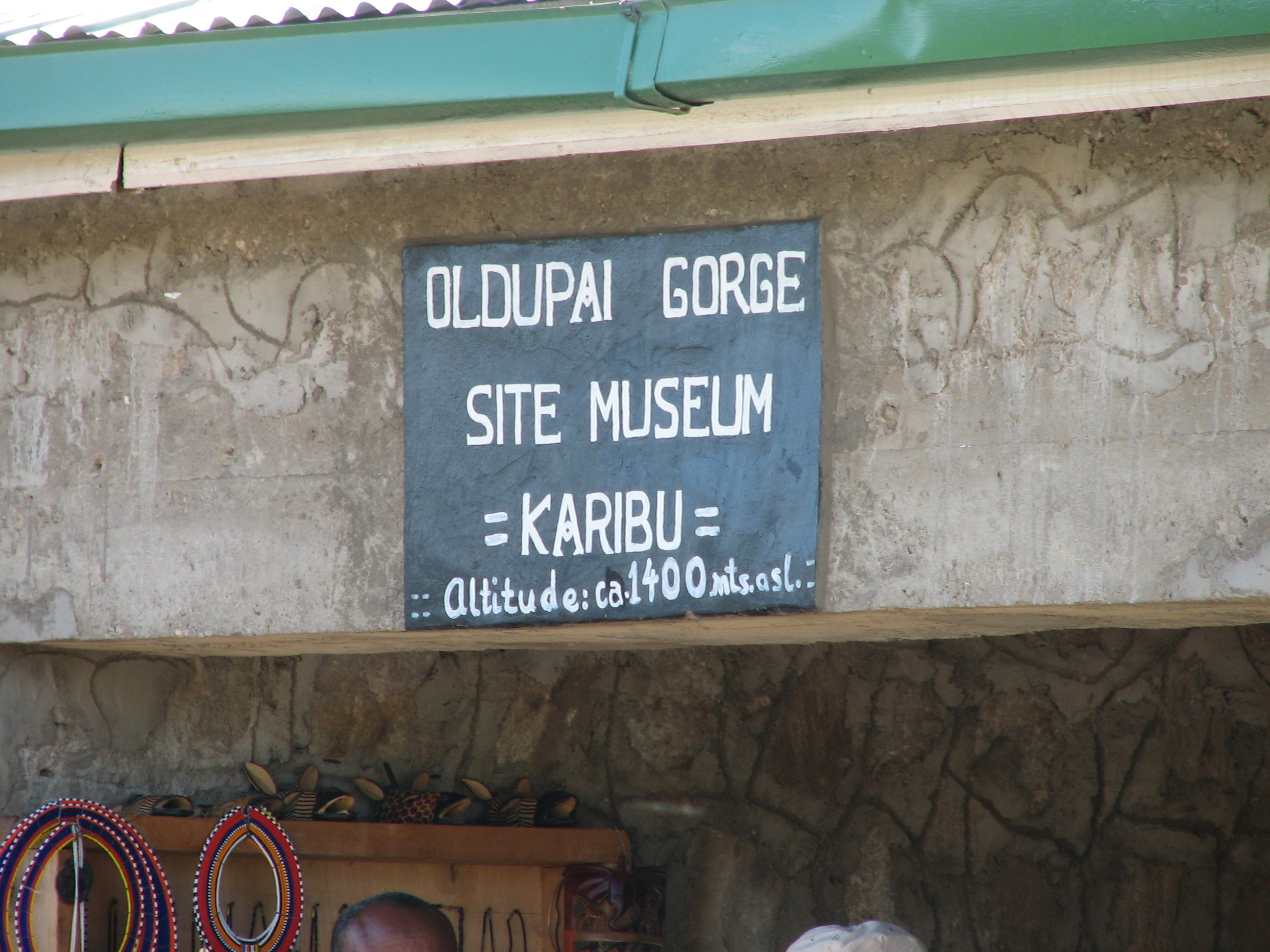
Entrata del museo (gennaio 2006)

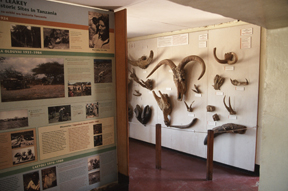
Interno del museo della gola di Olduvai (febbraio 2006)

## Storia
Il museo della gola di Olduvai fu fondato da Mary Leakey alla fine degli anni settanta. In origine avrebbe dovuto ospitare manufatti di interesse paleoantropologico provenienti dall'area circostante. Dopo la morte di Mary Leakey, il museo passò sotto il controllo del Dipartimento di antichità culturali del governo tanzaniano. A metà degli anni novanta il Dipartimento di conservazione del Getty Museum restaurò il museo ed aggiunse nuovi oggetti alla collezione. Tra le aggiunte vi fu una nuova ala contenente un'esposizione del Getty Museum.

## Posizione geografica
Il museo della gola di Olduvai si trova nell'area protetta di Ngorongoro, in Tanzania settentrionale, sulla riva della gola di Olduvai, proprio dove la gola si biforca. Si trova a circa 5 km dalla strada principale che porta alle pianure Serengeti, situate a nordovest di Ngorongoro.

## Mostra
Le esposizioni del museo cono centrate sulla ricerca paleoantropologica e sui manufatti rinvenuti nell'area circostante. Una piccola sala è dedicata alla famiglia Leakey, con una foto di quando lavoravano nella gola. Questa sala contiene oggetti recuperati nella gola di Olduvai, oltre a carte e mappe che spiegano il processo di scavo dei fossili. Molti manufatti sono originali, mentre altri sono calchi (in particolare i teschi di ominidi). La sala adiacente è dedicata esclusivamente alle impronte fossili di Laetoli. È esposto anche il calco di un'impronta effettuato nel 1996 dal museo dedicato a Jean Paul Getty. Vi sono anche numerose carte e fotografie che illustrano il processo di creazione delle impronte fossili di Laetoli. Una grande immagine raffigura tre australopithecus afarensis che passeggiavano nella zona 3,6 milioni di anni fa. Oltre alle zone chiuse esistono anche due aree conferenze all'aperto, utilizzate per le presentazioni tenute dallo staff del museo.

## Staff
Il personale del museo conta circa 120 persone. Il museo ha due curatori: Godfrey Olle Moita Maasai (in loco) e Donatius Kamamba (presso il Dipartimento di antichità culturali del governo tanzaniano). Lo staff è composto soprattutto da componenti della locale tribù Masai. Il personale abita in quello che un tempo era il campo di Leakey.

## Visitatori
Il museo viene visitato da circa 150 turisti al giorno durante l'alta stagione dell'ara di Ngorongoro, mentre durante la stagione delle piogge (marzo-agosto) vi sono giorni senza nessun visitatore. I turisti giungono spesso dalla vicina città di Arusha su veicoli da safari.